# Sunderland (Vermont)
Pour les articles homonymes, voir Sunderland (homonymie).
Sunderland est une ville située dans le comté de Bennington, dans l'État du Vermont, aux États-Unis.

## Source
- (en) Cet article est partiellement ou en totalité issu de l’article de Wikipédia en anglais intitulé « Sunderland, Vermont » (voir la liste des auteurs).